# Mata de São João
Mata de São João è un comune del Brasile nello Stato di Bahia, parte della mesoregione Metropolitana de Salvador e della microregione di Catu. Fa parte della Regione Metropolitana di Salvador dopo la ratifica del gennaio 2008.

## Geografia
Il centro città si trova 61 km di strada a nord-nordest di Salvador de Bahia, capitale dello Stato di Bahia, e a circa 30 km in linea d'aria dal mare. Il territorio comunale ha una superficie di 633,2 km² e per raggiungere da centro città il distretto di Sauipe, che si trova sul mare, ci sono 87 km di strada.